# 야고보 (제베대오의 아들)
제베대오 또는 세베대의 아들 야고보(히브리어: יעקב, 그리스어: Ιάκωβος 이아코보스[*], 라틴어: Iacobus, 영어: James the Great, ? - 44년)는 예수 그리스도의 열두 사도들 가운데 한 사람이며, 사도 요한의 형제이다. 야고보라는 이름의 유래는 ‘발꿈치를 잡다’라는 뜻이다. 또 다른 사도인 알패오의 아들 야고보와 동명이인이라 혼동을 피하기 위해 흔히 ‘대(大)야고보’라고 부른다. 사도 가운데 가장 먼저 순교하였고, 기독교의 성인으로 기린다. 로마 가톨릭에서 축일은 7월 25일이며, 동방 정교회에서 축일은 4월 30일이다. 회화에서는 종종 말을 타고, 한 손에는 순례자의 종, 다른 손에는 칼을 들고 무어인을 무찌르는 모습으로 그린다. 상징물은 책·칼·외투·조가비·모자·지팡이·자루·호리병이며, 수의사·약사·기수·식료품 상인·순례자·에스파냐·과테말라·니카라과의 수호 성인이다.

## 행적
야고보는 제베대오(세배대)와 살로메 사이 태어난 첫째 아들로, 동생 요한과 함께 아버지를 도와 갈릴래아 호숫가에서 어부로 일하다가 예수를 만나서 같은 직업의 다른 형제인 베드로와 안드레아와 함께 부름을 받았다. 예수의 부름을 듣자 그들은 곧 배를 버리고 아버지를 떠나 예수를 따라갔다(마태 4,21-22). 마가 복음사가는 제베대오가 일용직 노동자들을 고용했다고 말하는 것을 보면(마가 1:19-20), 야고보, 요한 형제 집안은 임금노동자는 아니고, 사업장을 갖춘 중간계급으로 보인다. 김성 협성대학교 교수에 따르면, 고대 이스라엘에서 물고기는 훈제한 물고기 한 수레를 황소와 바꿀 정도로 비싼 식량이었다고 한다. 그럼에도, 이들은 예수의 부름을 듣고서 즉시 안정된 삶을 버렸다.
복음서에 있는 두 가지 사건이 야고보와 요한 형제의 성격을 보여주고 있다. 하루는 야고보와 요한 형제(또는 그들의 어머니라고도 함)가 예수에게 하늘 나라에서 자신들이 각각 예수의 오른편과 왼편에 앉도록 해달라고 간청했다. 이때 예수는 “너희는 너희가 청하고 있는 것이 무엇인지조차도 모르는구나! 너희는 내가 마시고자 하는 잔을 마실 수 있으며, 내가 받을 고난의 세례를 받을 수 있겠느냐?” 며 물었다. 그러자 그들은 자신있게 할 수 있다고 대답했다. 이에 예수는 “죽음의 잔을 마시고 고통의 세례를 받을 수는 있다. 그러나 나의 오른편이나 왼편에 앉는 특권은 내가 줄 수 있는 것이 아니고 오직 하느님께서 미리 정하신 이들을 위한 것이다.” 라고 대답하였다. 다른 사도들이 이 형제의 야심에 분개하자, 예수는 그들에게 “너희 사이에서 높은 사람이 되고자 하는 사람은 남을 섬기는 사람이 되어야 하고 으뜸이 되고자 하는 사람은 종이 되어야 한다. 사람의 아들도 섬김을 받으러 온 것이 아니라 섬기러 왔고 또 많은 사람을 위하여 목숨을 바쳐 몸값을 치르러 온 것이다”라고 훈계하여 권력의 목적은 봉사하는 것으로서 다른 사람들에게 무언가를 강요하거나 그들 위에 군림하는 것이 아니라는 것을 일깨워 주었다(마태 20,27-28).
또한 두 형제는 예수가 예루살렘으로 가던 길에 자신들을 영접하지 않은 불친절한 사마리아 사람들을 보고 불같이 화를 내며 “주님, 저희가 하늘에서 불을 내리게 하여 그들을 불살라 버릴까요?” 하고 말했다. 예수는 그 말을 듣고 그들을 호되게 질책하였다(누가 9,54).

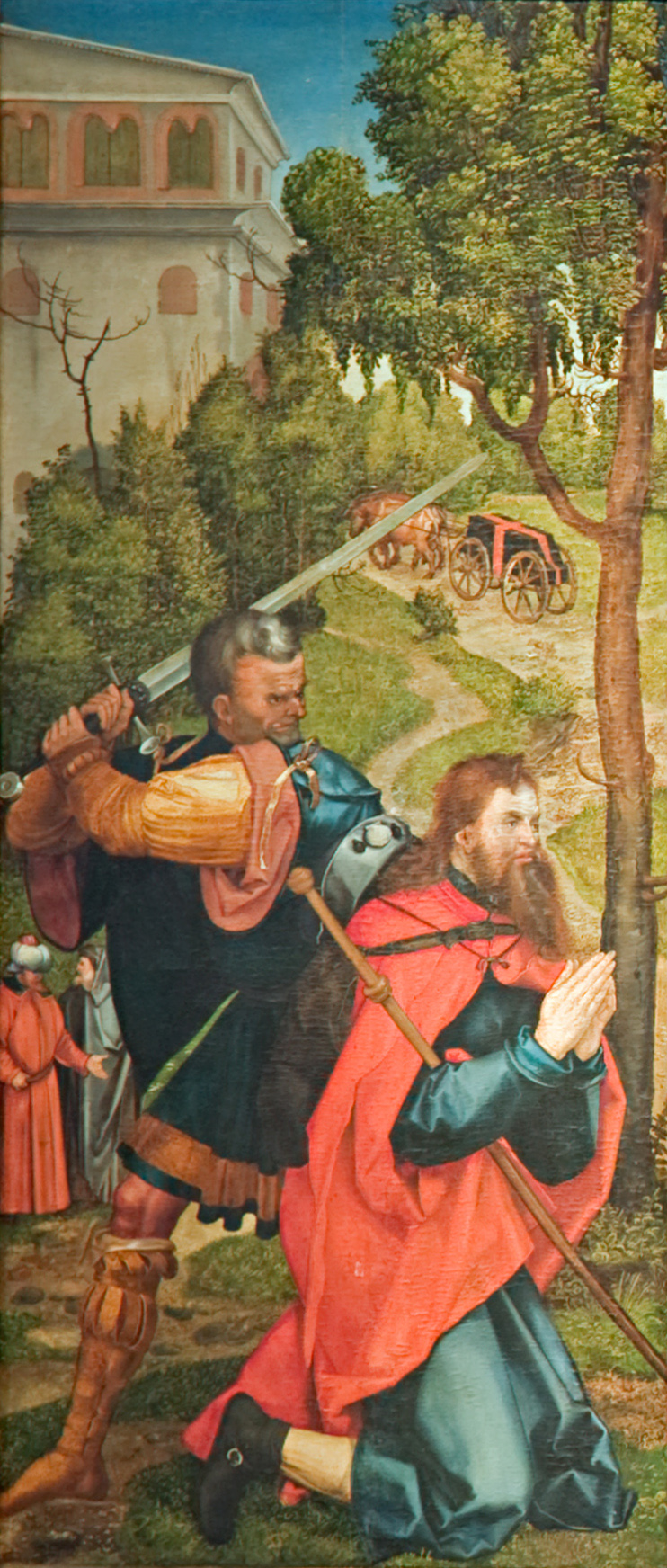
야고보의 순교, 알브레히트 뒤러, 1508년

이러한 타고난 과격한 성격 때문에 예수는 요한과 야고보 형제를 아울러 ‘천둥의 아들’이라는 뜻의 보아네르게스(Boanerges)라는 별명을 붙여주었지만(마르 3,17), 야고보는 베드로 및 요한과 더불어 타볼 산에서의 변모와 야이로의 딸 소생과 겟세마네에서의 피땀을 흘린 기도를 보고 사람들에게 증언할 특권을 누리며 총애를 받던 세 제자 중의 한 사람이었다(마태 7,1; 마르 1,29-31; 마르 5,37; 마르 13,3-14; 14,32-35). 그런 야고보도 예수가 이스카리옷 유다에게 배신당하여 군인들에게 붙잡혀 끌려갔을 때는 지레 겁을 먹고 다른 사도들과 함께 어디론가 도망가 숨어버리고 말았다.
성령 강림 이후 다른 사도들처럼 야고보 역시 사마리아와 유대 지역에서 복음을 전파하였으며 심지어 이베리아반도까지도 다녀갔다는 기록이 있다. 44년 예루살렘에서 그리스도인을 탄압하던 헤로데 아그리파 1세에 의하여 체포되어 파스카 축일 전날 참수형으로써 순교를 하였다.

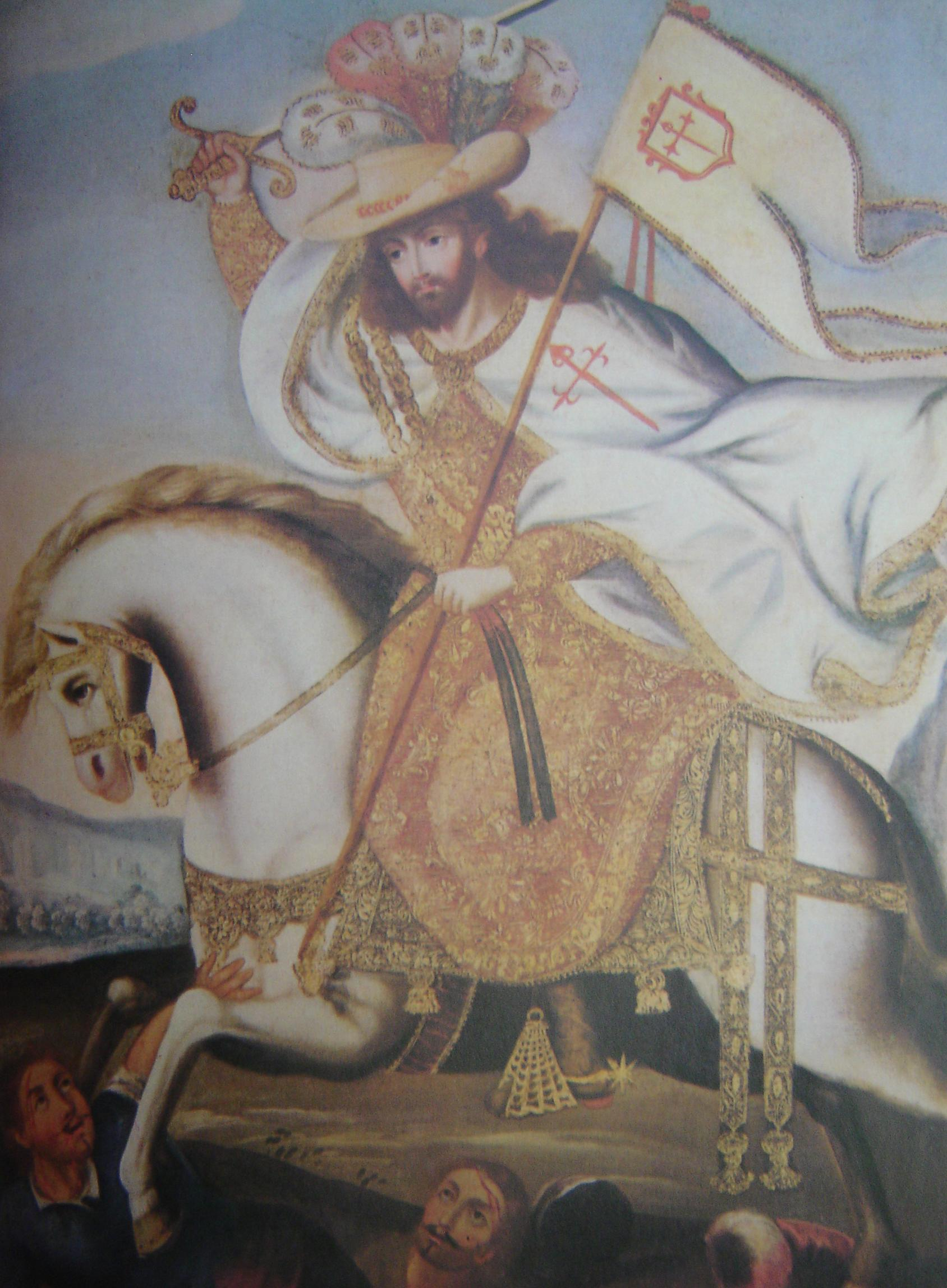
무어인을 물리치는 야고보를 그린 17세기 회화

야고보의 유해는 처음에는 예루살렘에 안장되었으나, 정확히 어디에 묻혔는지에 대해서는 행방이 묘연하여 찾을 길이 없었다. 그러던 중 9세기 즈음에 하늘에서 한 별빛이 내려와 숲 속의 한 동굴을 비추어 사람들이 그 안으로 가보니 야고보의 무덤이 있었다고 한다. 그 후 야고보의 유해는 에스파냐의 서북부 지역 갈리시아의 산티아고데콤포스텔라로 이장되어 모셔졌고, 당시 국왕 알폰소는 그 묘지 위에 150년에 걸쳐 웅대한 대성당을 건축하였다. 산티아고데콤포스텔라 대성당 안으로 들어가보면 그의 유골함이 전시되어 있다.
그 후 844년 이베리아반도에 세력을 뻗친 이슬람교 세력에 로마 가톨릭 세력이 대항하기 위하여 일어난 클라비호 전투에서 야고보가 에스파냐군 앞에 나타나는 기적을 일으켜 이슬람군을 무찔렀다는 말이 전해지면서 그에 대한 신심이 에스파냐를 중심으로 대폭 커져 산티아고데콤포스텔라는 금새 세계적인 순례지가 되었다. 참고로 산티아고는 야고보의 에스파냐어식 표기이다.

## 같이 보기
- 알패오의 아들 야고보
- 예수의 동생 야고보
- 야곱